# Skin (zpěvačka)
Deborah Anne Dyer (* 3. srpna 1967, Londýn, Anglie) známá jako Skin je britská zpěvačka, hlas skupiny Skunk Anansie.

## Sólová kariéra
Po rozpadu Skunk Anansie (2001) vydala sólové album Fleshwounds. Skladatelsky se na něm podíleli Len Arran, Guy Chambers a Craig Ross. Navzdory tomu, že byla deska v podobném stylu, jaký hrávala se Skunk Anansie, v Británii komerčně propadla. Do rádiového éteru se dokonce nedostal ani jeden ze čtyřech singlů, lepšího přijetí se dočkala v ostatních evropských státech, zvláště v Německu. Skin v té době koncertovala po celé Evropě, předskakovala Robbiemu Williamsovi a Placebo.
V roce 2005 nahrávala druhé album s názvem Fake Chemical State. Na desce se objevilo množství hostů, např. na bicí využila čtyři různé hudebníky (mezi nimi i Mark Richardson ze Skunk Anansie) Texty k písním napsala Skin, Paul Draper a dvorní skladatel Skunk Anansie Len Arran. Nahrávku podpořila stejnojmenným turné, jež začalo 17. března 2006 v Glasgow.
V roce 2009 se opět spojila se Skunk Anansie. Oba koncerty konané 2. a 3. dubna 2009 v londýnské Monto Water Rats byly vyprodané během 20 minut. Veřejně vystoupila proti Brexitu.

## Diskografie

### se Skunk Anansie
- 1995: Paranoid & Sunburnt
- 1996: Stoosh
- 1999: Post Orgasmic Chill
- 2009: Best Of Skunk Anansie

### Sólová alba
- 2003 – Fleshwounds
- 2006 – Fake Chemical State